# Бернардина Кристиана фон Сакс-Ваймар-Айзенах
Бернардина Христиана фон Сакс-Ваймар-Айзенах (на немски: Bernardina Christiane von Sachsen-Weimar; * 5 май 1724, Ваймар; † 5 юни 1757, Рудолщат) е принцеса от рода на Ернестинските Ветини от херцогство Саксония-Ваймар-Айзенах и чрез женитба княгиня на Шварцбург-Рудолщат.

## Живот
Тя е втората дъщеря на херцог Ернст Август I фон Саксония-Ваймар-Айзенах (1688 – 1748) и първата му съпруга принцеса Елеонора Вилхелмина фон Анхалт-Кьотен (1696 – 1726), дъщеря на княз Емануел Лебрехт фон Анхалт-Кьотен. Сестра е на Ернестина Албертина (1722 – 1769) и полусестра на херцог Ернст Август II Константин (1737 – 1758) и Ернестина Августа София (1740 – 1786).
Бернардина Кристиана се омъжва на 19 ноември 1744 г. в Айзенах за княз Йохан Фридрих I фон Шварцбург-Рудолщат (1721 – 1777), единственият син на княз Фридрих Антон I фон Шварцбург-Рудолщат (1692 – 1744) и първата му съпруга принцеса София Вилхелмина фон Саксония-Кобург-Заалфелд (1693 – 1727). Неговата мащеха е принцеса Кристина София от Източна Фризия (1688 – 1750).
През 1756 г. княгинята купува чифлик в Рудолщат и основава там наречения на нея „Бернхардиненщифт“ за благороднички. Тя не успява да види отварянето на щифта през 1757 г. Княгинята умира на 5 юни 1757 г. в Рудолщат на 33 години. Нейният съпруг не се жени отново.

## Деца
Бернардина Кристиана и княз Йохан Фридрих фон Шварцбург-Рудолщат имат децата:
- Фридерика София Августа (1745 – 1778), омъжена на 21 октомври 1763 г. в Шварцбург за княз Фридрих Карл фон Шварцбург-Рудолщат (1736 – 1793)
- дъщеря (*/† 1746)
- син (*/† 1747)
- София Ернестина (1749 – 1754)
- Вилхелмина (1751 – 1780), омъжена на 30 октомври 1766 г. в Шварцбург за княз Лудвиг фон Насау-Саарбрюкен (1745 – 1794)
- Хенриета Шарлота (1752 – 1756)